# Shenay Perry
Shenay Perry (Washington, 6 de Julho de 1984) é uma tenista profissional estadunidense, ja foi N. 40 da WTA, em 2006. 